# The Fabulous Johnny Cash
The Fabulous Johnny Cash — третий студийный альбом Джонни Кэша, вышел в январе 1959 года на лейбле Columbia Records через несколько месяцев после ухода Кэша с лейбла Sun Records. В преддверии выхода альбома, песня «Don't Take Your Guns to Town» была выпущена в качестве сингла и попала на вершину кантри-чарта США, где пробыла шесть недель, а также достигла 32 места в чарте Billboard Hot 100.
В 2002 году Sony Music выпустили переиздание альбома как часть их каталога Legacy Recordings. Это переиздание было оснащено шестью бонус-треками, три из которых до этого не выходили на территории Америки.

## Список композиций
- Все песни написаны Джонни Кэшем, кроме отмеченных.

1. «Run Softly, Blue River» — 2:22
2. «Frankie's Man, Johnny»  — 2:15
3. «That's All Over» (Дик Глэссер) — 1:52
4. «The Troubadour» (Синди Уолкер) — 2:15
5. «One More Ride» (Боб Нолан) — 1:59
6. «That's Enough» (Дороти Котс) — 2:41
7. «I Still Miss Someone» (Джонни Кэш, Рой Кэш) — 2:34
8. «Don't Take Your Guns to Town» — 3:03
9. «I'd Rather Die Young» (Бисли Смит, Билли Вон, Рэнди Вуд) — 2:29
10. «Pickin' Time» — 1:58
11. «Shepherd of My Heart» (Дженни Лу Карсон) — 2:10
12. «Suppertime» (Айра Стэнфил) — 2:50

Бонус-треки 
1. «Oh, What a Dream»  — 2:08
2. «Mama's Baby» — 2:22
3. «Fool's Hall of Fame» (Джерри Фримен, Дэнни Вольф) — 2:10
4. «I'll Remember You» — 2:07
5. «Cold Shoulder» (Хелен Хьюджинс) — 1:55
6. «Walking the Blues» (Джонни Кэш, Роберт Ланн) — 2:12

- Песни выделенные жирным шрифтом, не издавались в США до 2002 года.

## Участники записи
- Джонни Кэш — вокал, гитара
- Лютер Перкинс — гитара
- Дон Хелмс — стил-гитара
- Маршал Грант — бас-гитара
- The Jordanaires — бэк-вокал
- Марвин Хьюджес — фортепиано
- Бадди Хармен — ударные на «Suppertime», «Oh, What a Dream», и «I'll Remember You»
- Моррис Палмер — ударные
- Эл Куоглиери — продюсер
- Дон Ло — продюсер
- Билли Альтмен — аннотация
- Дон Ханстейн — фотография
- Сет Фостер — мастеринг
- Марк Уайлдер — мастеринг, микширование
- Хэл Адамс — фото для обложки
- Стэйси Бойл — исследователь мастер-ленты
- Кей Смит — исследователь мастер-ленты
- Мэтт Келли — исследователь мастер-ленты
- Джефф Джиллетт — дизайн обложки
- Стивен Берковиц — A&R
- Даррен Салмьери — A&R
- Патти Матени — A&R
- Говард Фрицсон — арт-директор
- Ник Шафран — консультант серии

## Чарты
Альбом - Billboard  США
| Год  | Чарт       | Позиция |
| ---- | ---------- | ------- |
| 1958 | Pop Albums | 19      |

Синглы - Billboard  США
| Год  | Сингл                          | Чарт            | Позиция |
| ---- | ------------------------------ | --------------- | ------- |
| 1959 | «Don't Take Your Guns to Town» | Country Singles | 1       |
| 1959 | «Don't Take Your Guns to Town» | Pop Singles     | 32      |
| 1959 | «Frankie's Man, Johnny»        | Country Singles | 9       |
| 1959 | «Frankie's Man, Johnny»        | Pop Singles     | 57      |